# Seaside (Florida)

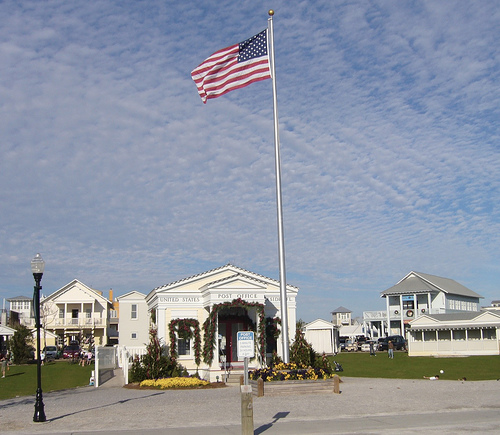
Postamt in Seaside

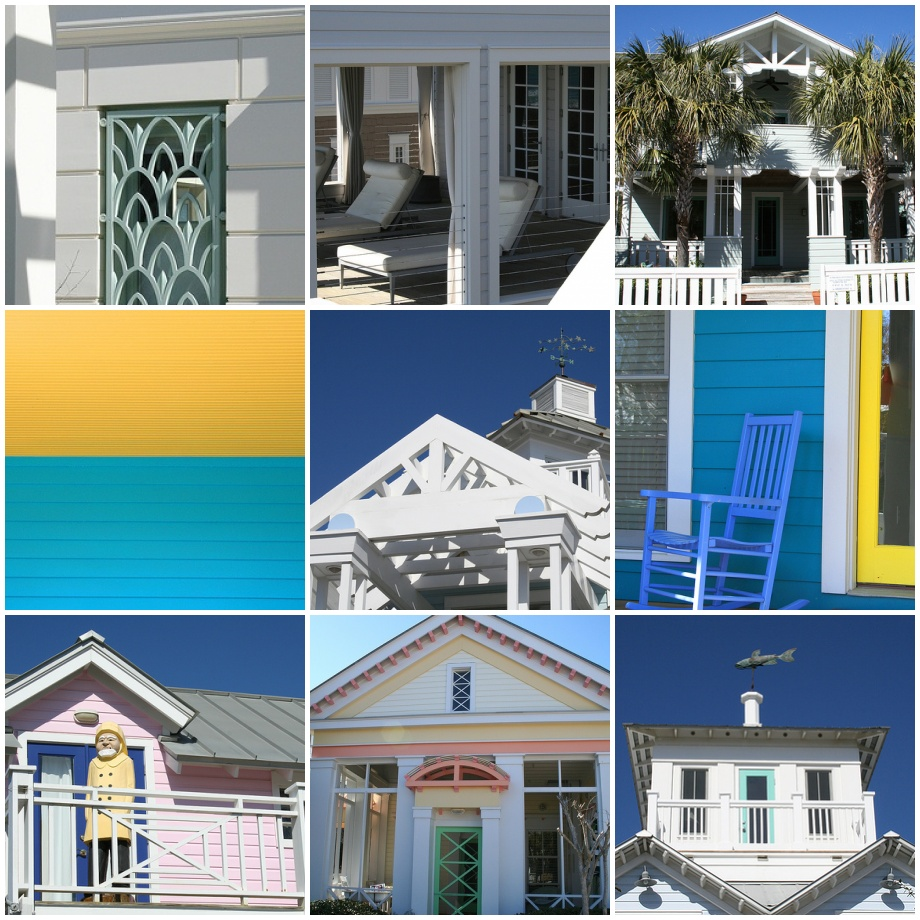
Architektur in Seaside

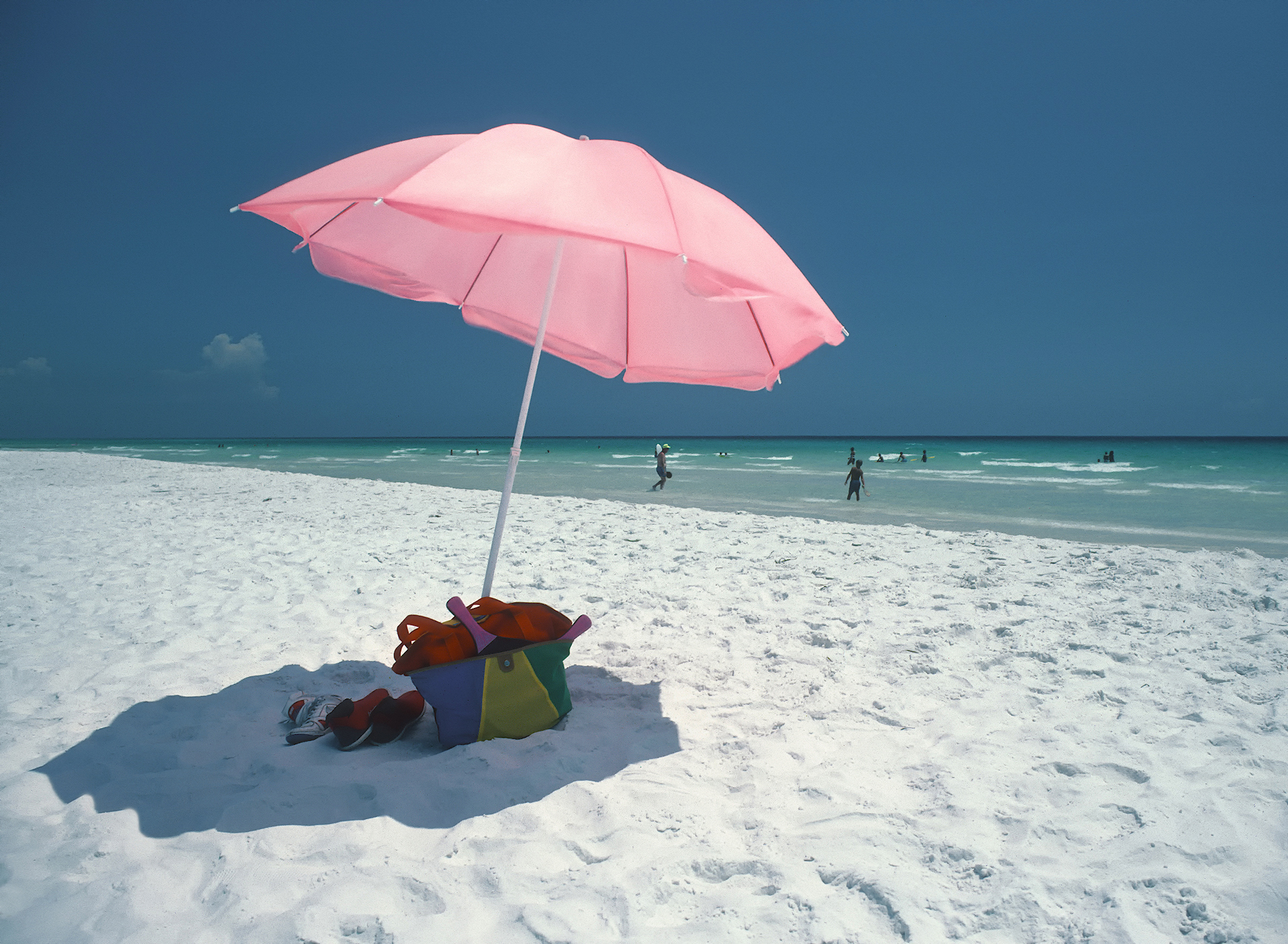
Der Badestrand von Seaside

Seaside ist als master-planned community ein kleiner Badeort im Walton County im Florida Panhandle, einem Streifen Land im Nordwesten des US-amerikanischen Bundesstaates Florida am Golf von Mexiko. Das gemeindefreie Gebiet wurde im Jahre 1979 von Robert Davis erschlossen und war Drehort des 1998 erschienenen Filmes Die Truman Show.
An der Gestaltung des am Reißbrett entworfenen Ortes arbeiteten Architekten, die der städtebaulichen Bewegung New Urbanism angehören.

## Geographie
Seaside liegt etwa 110 km östlich von Pensacola am Golf von Mexiko. Der U.S. Highway 98 führt rund 2 km nördlich an dem Ort vorbei.

## Geschichte
Die Anfänge von Seaside können bis ins Jahr 1946 zurückverfolgt werden, als der Großvater von Robert Davis an der Küste der Florida Panhandle 80 Acre (32 Hektar) Land erwarb, um sich dort mit seiner Familie niederzulassen. Als Davis das Grundstück geerbt hatte, begann er damit, ein Seebad nach althergebrachter Struktur aufzubauen. Zusammen mit den Architekten Andrés Duany und Elisabeth Plater–Zyberk besichtigte er viele Kleinstädte des Südens, um sich Ideen für sein Vorhaben einzuholen und Seaside zu errichten. Die Architektur der Häuser, die schließlich gebaut wurden, reichte von viktorianisch über revolutionär, neu und postmodern bis zu dekonstruktiv. Weitere Architekten, die mit ihren Bauten zum Ortsbild beitrugen, waren Léon Krier, Robert A. M. Stern, Steven Holl, Machado and Silvetti Associates, Deborah Berke, Walter Chatham, Daniel Solomon, Jeff Margaretten, Alex Gorlin, Aldo Rossi, Michael McDonough, Samuel Mockbee, David Mohney, Steve Badanes, Walker Candler und David Coleman.
Populär in Seaside ist der jährlich im März ausgetragene 5000-Meter-Lauf sowie der Halbmarathon. Die Teilnehmerzahl ist dabei auf 800 bzw. 2200 Personen begrenzt.